# Toren van de Sint-Petrus' Bandenkerk
De toren van de Sint Petrus' Bandenkerk is een kerktoren aan het Kerkplein in het centrum van Son. Tussen de toren en de Dommel ligt een begraafplaats. De toren is rijk versierd met nissen en andere ornamenten. Hij heeft drie geledingen en een torenspits met flankerende torentjes. Er is een beiaard met 47 klokken in aangebracht. De kerk waar de toren deel van was brandde af in 1958; naast de toren bevindt zich het nieuwe kerkgebouw.

## Historie

### Voorgaande kerken
De wijding van de parochie aan de heilige Petrus doet vermoeden dat de parochie zeer oud is, en wel ver voor de datum 25 mei 1107, toen zij voor het eerst vermeld werd. Toen bevestigde Paus Paschalis II dat de Abdij van Sint-Truiden in het bezit was van de parochies Woensel, Son, en Macharen. Dit werd op 9 juni 1161 bevestigd door tegenpaus Victor IV. De abdij bezat onder meer het patronaatsrecht.
In de 2e helft van de 12e eeuw kwam de kerk in andere handen. In 1225 had Dirk van Altena de bezittingen van de Abdij van Sint-Truiden verworven. Hij stichtte het kapittel van Kortessem en dit kreeg het patronaatsrecht en de inkomsten van de parochie, wat tot de 18e eeuw duurde.
Vermoedelijk was er aanvankelijk een houten kerk die later door een Romaanse kerk vervangen zal zijn, maar zekerheid hierover is er nog niet.

### Gotische kerk
Deze toren hoorde bij de kerk van Sint-Petrus'-Banden waarvan de bouw werd begonnen in 1460, en voltooid na 1526. De kerk kwam in de plaats van een eerdere parochiekerk die al in 1107 bestaan moet hebben en in bezit was van de Abdij van Sint-Truiden. De kerk werd betaald uit de verkoop van een stuk heidegrond; daarvoor had de Hertog van Brabant in 1445 toestemming gegeven aan het dorpsbestuur.. omdat zij egheene notable kercke en hebben, die bequaeme is ten dienst Goidts off oyck groot genoech voir alle onse goede luden, daartoe behoorende, in meyninge .. eene nieuwe kercke mit enen nieuwen tooren aldaer te doen maecken, totten welcken sij behoeven selen groote sommen van penninghen..
In 1460 kon een altaar in gebruik worden genomen, maar de toren zal pas na 1526 gereed zijn gekomen.
In 1648 werd de kerk door de hervormden genaast, ook al had de hervormde gemeente in 1685 maar acht leden. De uitoefening van de katholieke godsdienst was aanvankelijk verboden, maar sinds 1696 was er weer een pastoor en omstreeks 1700 kwam er een schuurkerk op de Heuvel. Geleidelijk aan werd echter een schuurkerk betrokken aan de Dommelstraat, die dichter bij het centrum lag.
In juni 1798 startten de Sonse katholieken een procedure om hun kerken (naast die van Son ook die van Breugel) terug te krijgen. Dit gaf allerlei tegenstribbelingen, zodat pas in 1809 de kerk aan de katholieken werd toegewezen en in 1810 kon worden ingewijd. Voorwaarde was dat de schuurkerken werden gesloten.
Op 9 november 1800 werd de torenspits vernield door een storm. Er kwam een nieuwe, iets minder hoge spits.
Na het interieur verrijkt te hebben met enkele werken die van vroegere schuurkerken werden overgenomen, kwam er in 1845 een orgel en in 1857 werd het, oorspronkelijk verlaagde, priesterkoor verhoogd, evenals het plavon. De afgeknotte spits werd in 1886 vervangen door een hoge spits van lengte volggens het primitieve.
Het interieur werd bij een grote restauratie in 1862 in den gothiken stijl, ofwel, naar neogotische smaak ingericht. De kerk brandde af op 29 december 1958. De oorzaak is niet met zekerheid achterhaald; zowel opzet als onachtzaamheid met een straalkacheltje werden verondersteld. Bedacht moet worden dat de kerk veel te klein was geworden voor het sterk toegenomen aantal gelovigen. Na de brand is de kerk vervangen door een modern kerkgebouw dat in juni 1960 gereed was en veel meer mensen kon bevatten. Een storm in december 1960 maakte een definitief einde aan de oude kerk. In 1966 werd de kerk gesloopt; alleen de toren bleef staan als een ruïne. In 1975 werd de toren gerestaureerd en ook een spits werd weer aangebracht; die was weer iets minder hoog dan ze in 1958 was geweest. Ook de zandstenen versiering, die bij de neogotische aanpassingen was vervangen door hardsteen, werd weer aangebracht.

## Beiaard
Elke zaterdag (12.00-13.00) vindt in de kerktoren aan het kerkplein bespeling van de beiaard plaats door amateurbeiaardiers onder auspiciën van de Stichting Vrienden van de Beiaard. Daarnaast wordt elke eerste en derde donderdag van de maand de beiaard bespeeld (14.00-15.00 uur) door beroepsbeiaardier Tommy van Doorn, en op de overige donderdagen door amateurbeiaardiers. Sinds januari 2009 speelt het carillon via een computersysteem ook om het kwartier.
Verder is het carillon vrij te bezichtigen op Koninginnedag, en kan worden bespeeld.

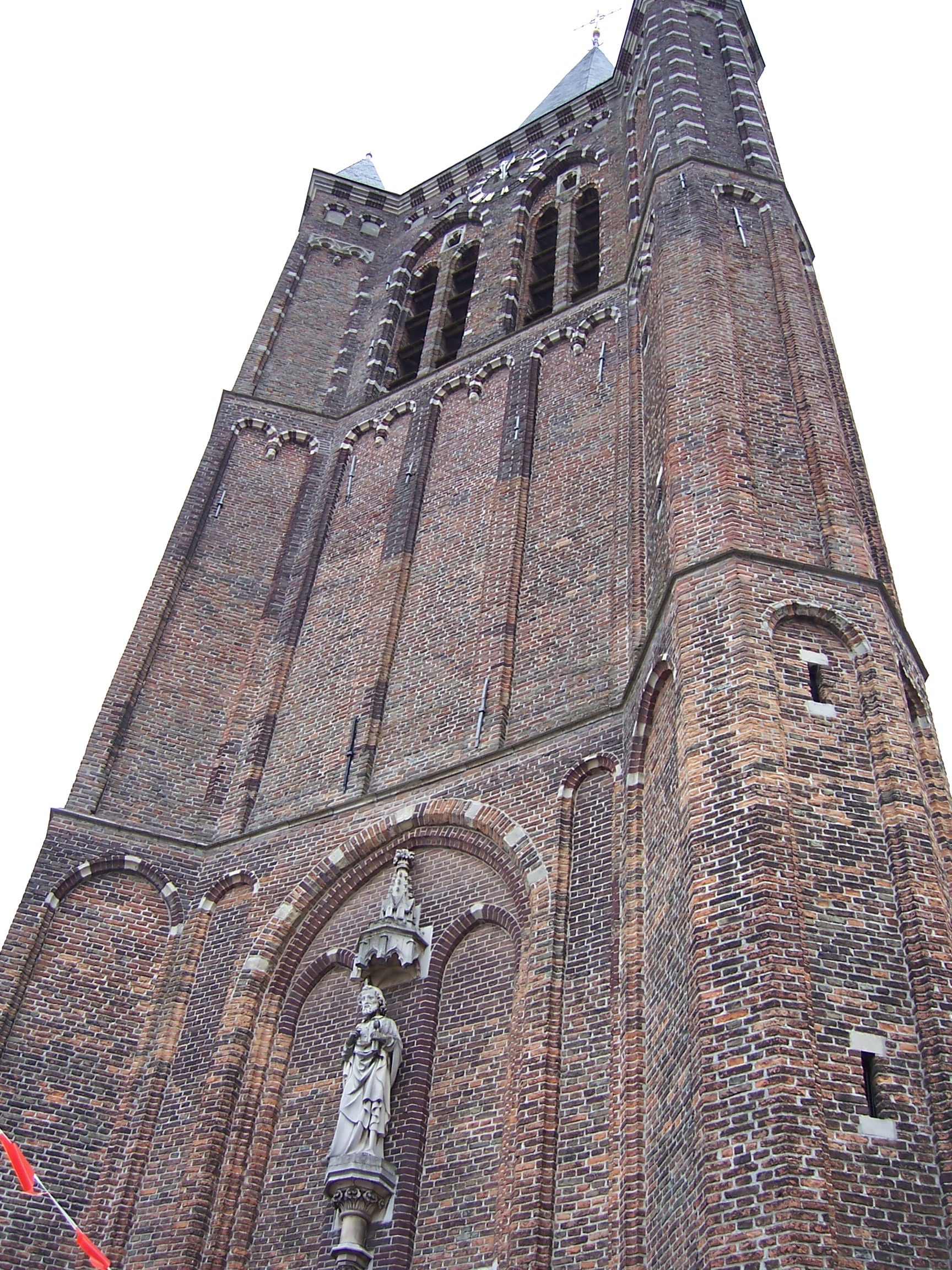
De kerktoren van Son
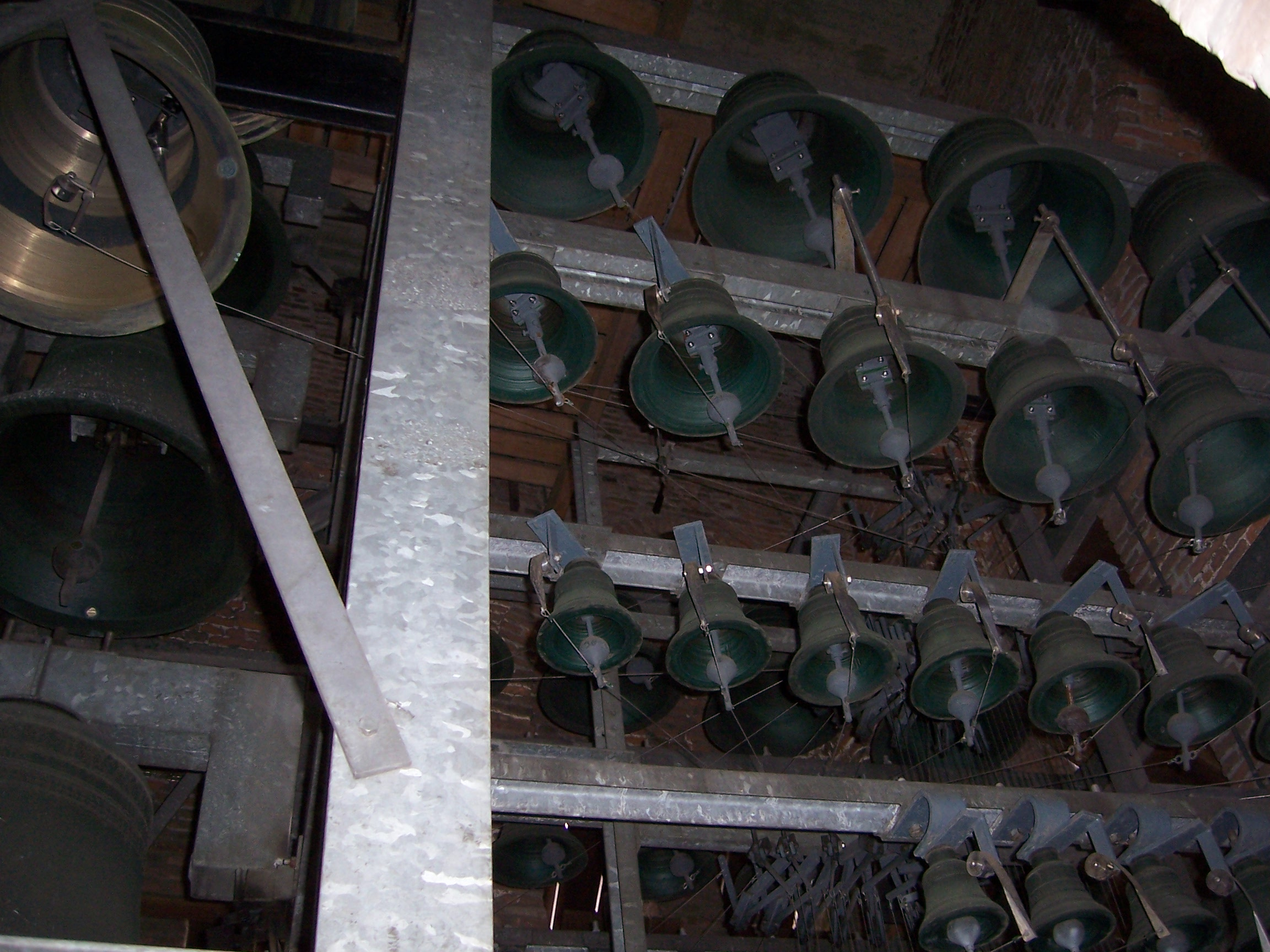
Een deel van de klokken van het carillon